# Fermoselle
Fermoselle – gmina w Hiszpanii, w prowincji Zamora, w Kastylii i León, o powierzchni 68,13 km². W 2011 roku gmina liczyła 1450 mieszkańców.